# Mérens
Bei dem Mérens handelt es sich um ein mittelgroßes, stämmiges Gebirgspferd (auch als Ariègeois-Pferd bekannt) aus Frankreich. Es ähnelt dem Fell Pony und dem Dales-Pony.
Hintergrundinformationen zur Pferdebewertung und -zucht finden sich unter: Exterieur, Interieur und Pferdezucht.

## Exterieur
Gerader oder leicht geramster, trockener Kopf und kräftiger Hals aus einer wuchtigen Schulter entspringend. Die Mittelhand ist tief, lang und kräftig, die Hinterhand muskulös mit breiter, leicht abgeschlagener Kruppe. Das Langhaar ist dicht und gewellt, die Beine sind kurz und stämmig, manchmal hinten kuhhessig. Ein ausgeprägter Kötenbehang ist ebenfalls typisch. Rappe ist die einzige Farbe, die in dieser Rasse existiert, Abzeichen sind selten; Widerristhöhe zwischen 145 und 155 cm.

## Interieur
Das Mérens-Pferd ist ein gutmütiges, ausdauerndes, sehr energisches Arbeitspferd. Es ist außerdem sehr trittsicher, daher ist es gut für die Landwirtschaft geeignet. Es kann auf steilen Hängen, wo Traktoren nicht fahren können, als Zugpferd arbeiten. Seine Eigenschaften haben aber auch dazu geführt, dass es als Reit- und Fahrpferd für Freizeit und Turnier gleichermaßen beliebt ist.

## Zuchtgeschichte
Die Rasse dürfte sehr alten Ursprungs sein, wie die Höhlenbilder in Niaux im Departement Ariège zeigen. Bereits die Römer sollen kräftige Saumtiere mitgebracht und mit dem heimischen Schlag gekreuzt haben. Entlang der spanisch-französischen Grenze gehörte der Schmuggel zum Alltag, dazu brauchte man besonders verlässliche, ruhige und kräftige Pferde. Eine dunkle Fellfärbung war ebenfalls hilfreich. Ebenso wie die Pottok-Ponys im Baskenland wurden dazu die Mérens in den südlicher gelegenen Teilen der Pyrenäen eingesetzt. In tiefer gelegenen Regionen wurde die Rasse seit langem mit Kaltblutpferden der Rassen Percheron und Bretone gekreuzt. In den Gebirgsregionen wurde mit Arabern gekreuzt, so dass heute reine Mérens selten sind und mehr in den unzugänglichsten Hochtälern existieren. Noch um 1970 veredelte man die Rasse mit einem Araberhengst, seit 1947 gibt es ein Stutbuch. Die Pferde werden in der Landwirtschaft verwendet und sind als Trekkingpferde beliebt. Die ursprüngliche Heimat der Rasse ist das Bergland des Departements Ariège in den Pyrenäen. Heute wird es in nahezu allen Gebirgsgegenden Frankreichs gezüchtet.